# Georg Johan Londicer
Georg Johan Londicer, född 10 juni 1686 i Reval, Estland, död 4 maj 1733, var medlem i Kungliga Hovkapellet.

## Biografi
Georg Johan Londicier föddes 10 juni 1686 i Reval, Estland. Han var son till porträttmålaren Ernst Vilhelm Londicer (1655–1697) och Maria Helena Pollack (död 1710). Hans far avled 1697 och 1699 gifte hans mor sig med lackeraren Georg von der Drijs i Reval. Londicier studerade 1705 geometri och fortifikation i Stockholm. 1714 flyttade Londicier till Sverige och började arbeta som extraordinarie vid Kungliga Hovkapellet.  Troligtvis flyttade von der Drijs med honom, då han avled 1719 i Stockholm. Den 11 november 1716 gifte Londicer sig med Margareta Helena Spiel (1694–1759). Hon var dotter till en borgare i Reval. De fick tillsammans barnen Ernst Johan (född 1717), Christiana Margareta (1720–1729) och Georg Rudolph (född 1724). Ordinarie hovkapellet blev Londicier 6 oktober 1720. Londicer hade även skriftlig kontakt med den tyske musikhistorikern Johann Mattheson. Han lämnade uppgifter till Mattheson om hovkapellets personal och löner under 1730 som finns med i Matthesons bok Kleine General Bass-Schule. Londicer avled 4 maj 1733.